# Carl Palmer
Carl Palmer cuyo nombre completo es Carl Fredrick Kendall Palmer (Birmingham, Inglaterra, 20 de marzo de 1950) es un baterista y percusionista británico. 

## Biografía
A menudo fue considerado como uno de los más respetados e influyentes bateristas del Rock de todos los tiempos. Palmer es un veterano de un número de bandas, incluyendo The Crazy World of Arthur Brown, Atomic Rooster, Emerson, Lake & Palmer, y Asia. También contribuyó en trabajos con Mike Oldfield.

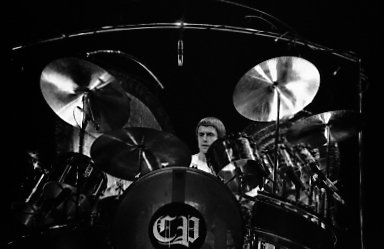
Carl Palmer en concierto junto a su banda Emerson Lake and Palmer.

Una confusión muy difundida se relaciona con el trabajo de Palmer en la banda The Crazy World of Arthur Brown. Él fue el baterista que realizó una gira con el grupo, pero no fue el baterista que grabó el álbum The Crazy World of Arthur Brown. Drachen Theaker fue el baterista del álbum, pero su miedo a volar no le permitió hacer la gira con el grupo, y así Palmer pasó a formar parte de la banda.
Después de su salida de The Crazy World of Arthur Brown, Palmer se reunió con Vincent Crane para formar Atomic Rooster. Palmer tocó apenas un álbum antes de dejar el grupo para formar Emerson, Lake & Palmer. Palmer permaneció con ELP hasta su disolución en 1978. Posteriormente continuó con un grupo llamado P.M. y abandonó ese proyecto en favor de la formación de Asia un grupo con integrantes de Yes, King Crimson, y The Buggles.
Palmer después se reunió nuevamente con el reformado ELP en 1992 para grabar los álbumes Black Moon, In the Hot Seat, como así también grabar varios DVD y sus correspondientes giras. Después de la separación final de ELP en 1998, Palmer realizó giras de vez en cuando con su Carl Palmer band. Además de estas giras, editó cuatro álbumes nuevos, el más notable Works, Vol. 1 y Works, Vol. 2 como así también un álbum de antologías.